# Charles Paquet
Charles Paquet (n. 1997) é um triatleta canadense, medalhista nos Jogos Pan-Americanos.